# Унпелев, Георгий Александрович
Георгий Александрович Унпелев (1915, Кундур, Амурская область — 1994, Иваново) — советский учёный-историк, специалист по истории КПСС. Доктор исторических наук (1974), профессор (1968); ректор Дальневосточного государственного университета (1969—1975).

## Биография
Родился в 1915 году на ст. Кундур (ныне — в Архаринском районе Амурской области) в семье железнодорожного служащего Амурской железной дороги. В 1928 году окончил школу-семилетку на станции Хабаровск, а в 1931 году — строительный техникум. Затем пять лет работал техником и помощником прораба на строительстве цементного завода в Спасске-Дальнем. С 1941 года, после окончания строительного факультета ДВПИ им. В. В. Куйбышева работал начальником ОКСа Дальэнерго.
С 1943 года — на партийной работе. В 1951 году окончил Академию общественных наук, защитил кандидатскую диссертацию, после чего до 1956 года заведовал кафедрой основ марксизма-ленинизма в Приморской краевой партийной школе.
В октябре 1956 года был направлен в ДВГУ заведующим кафедрой марксизма-ленинизма. В начале 1960-х годов Унпелева избрали секретарём партбюро университета: на этом посту он добился того, что кафедра истории партии стала базовой в дальневосточном регионе. В 1968 году получил звание профессора, а в 1974 году защитил докторскую диссертацию о деятельности партийных организаций в осуществлении индустриализации на Дальнем Востоке.
В 1969 году, после отставки Б. Н. Казанского, был назначен ректором ДВГУ. В годы его ректорства были введены в строй учебный корпус, общежитие, лаборатории, закуплено новое оборудование. Г. А. Унпелев много сделал для развития и оснащения университета, для подготовки высококвалифицированных кадров. Успешно совмещал ректорство с научно-исследовательской и педагогической работой. В 1972—1975 гг. он опубликовал две монографии «Социалистическая индустриализация Дальнего Востока» (1928—1932 гг.)" и «Завершение социалистической реконструкции промышленности Дальнего Востока (1933—1937 гг.)», в которых раскрыл роль партии в осуществлении индустриализации на Дальнем Востоке.
В июле 1976 года Г. А. Унпелев был освобождён от обязанностей ректора по личной просьбе, оставшись заведующим кафедрой истории КПСС. В мае 1985 года был избран профессором кафедры истории КПСС Ивановского государственного университета, после чего уволился из ДВГУ и переехал на постоянное место жительства в город Иваново.
Г. А. Унпелев — автор 7 монографий (4 в соавторстве и 3 индивидуальных), более 50 научных статей и других работ, в том числе: «История Советского Приморья»: учебное пособие для учащихся 7-10 классов школ Приморского края (1970). Возглавлял группу учёных и был ответственным редактором книги «Дальзавод: история и современность». Книга была завершена ещё в 1967 году, но вышла только двадцать лет спустя, в год столетия Дальзавода .

## Семья
Сын — Анатолий Георгиевич Унпелев, также историк. Выступил соавтором одной из монографий отца.

## Награды
- медаль «За трудовое отличие» (1967) — за преподавательскую деятельность.
- грамота Министерства высшего и среднего специального образования РСФСР — за монографию «Социалистическая индустриализация Дальнего Востока» (1928—1932 гг.)"